# Mafie
Mafia este o asociație teroristă secretă care de obicei practică șantajul și asasinatul, care reprezintă un grup de persoane ce își apără reciproc interesele, fiind legate între ele prin preocupări comune.
Organizația își are originea din Sicilia și a apărut în 1282, când ea se afla sub domnia sângeroasă a lui Carol I al Neapolelui, țăranii creând o armată proprie denumită M.A.F.I.A. (Morte alla Francia/Italia anela/Moarte Franței, strigă Italia) conform strigătului lor de luptă. Până în secolul al XIX-lea a luptat împotriva tiraniei și pentru păstrarea tradițiilor locale îndreptându-se ulterior împotriva ineficienței administrației, utilizând adesea forme cu caracter banditesc. Ea a apărut în SUA după 1930, sub denumirea de „Cosa Nostra”, patronând crima organizată. Cu timpul și-a modificat modul de manifestare, prosperând în special la orașe pe seama contrabandei și a taxelor de protecție percepute pe activitățile economice. Acționând și în alte regiuni italiene, ea a stabilit legături cu alte organizații criminale, reușind să se infiltreze adânc în sistemul relațiilor sociale. În ultimii ani, Mafia și-a extins sfera de activitate, și anume traficul de droguri, contrabandă cu arme, pariuri clandestine și bazându-se în special pe corupția aparatului politico-administrativ și juridic, ceea ce i-a adus venituri fabuloase și a transformat-o într-un flagel natural.